# Cyrillus (månekrater)
Cyrillus er et nedslagskrater på Månen. Det befinder sig på Månens forside ved den nordvestlige rand af Mare Nectaris. Det er opkaldt efter den ægyptiske teolog og pave i den koptiske katolske kirke, Sankt Cyril (ca. 378 – ca. 444).
Navnet blev officielt tildelt af den Internationale Astronomiske Union (IAU) i 1935. 

## Omgivelser
Cyrilluskrateret trænger ind i den nordøstlige rand af det lige så store og yngre Theophiluskrater. Mod syd ligger det ligeledes fremtrædende Catharinakrater. Tilsammen danner disse en bemærkelsesværdig trio i Månens sydøstlige kvadrant. Nordvest for ligger Ibn-Rushdkrateret. 

## Karakteristika
I kraterbunden ligger en noget reduceret central højde og det anseelige satellitkrater "Cyrillus A". Lidt nordøst for kratermidten rejser tre afrundede bjerge sig til højder over 1.000 meter over bunden af Theophilus: Cyrillius Alpha, Delta og Eta. Kratervæggen i Cyrillus er intakt, bortset fra området, hvor det er ramt af Theophilus-nedslaget

## Satellitkratere
De kratere, som kaldes satellitter, er små kratere beliggende i eller nær hovedkrateret. Deres dannelse er sædvanligvis sket uafhængigt af dette, men de får samme navn som hovedkrateret med tilføjelse af et stort bogstav. På kort over Månen er det en konvention at identificere dem ved at placere dette bogstav på den side af satellitkraterets midte, som ligger nærmest hovedkrateret. Cyrilluskrateret har følgende satellitkratere:
| Cyrillus | Længde  | Bredde  | Diameter |
| -------- | ------- | ------- | -------- |
| A        | 13,8° S | 23,1° Ø | 17 km    |
| C        | 12,3° S | 21,5° Ø | 12 km    |
| E        | 15,8° S | 25,3° Ø | 11 km    |
| F        | 15,3° S | 25,5° Ø | 44 km    |
| G        | 15,6° S | 26,6° Ø | 8 km     |

## Måneatlas
- Billeder af Cyrilluskrateret i LPI-måneatlasset